# FIA WTCC thai nagydíj
A FIA WTCC thai nagydíj a Chang International Circuit-en kerül megrendezésre Thaiföld Iszán régiójában Burírámban. A verseny a 2015-ös túraautó-világbajnokság 11. futamaként debütált.

## Futamgyőztesek
| Év   | Versenyző                    | Gyártó  | Helyszín | Összefoglaló |
| ---- | ---------------------------- | ------- | -------- | ------------ |
| 2015 | 1. verseny: José María López | Citroën | Burírám  | Összefoglaló |
| 2015 | 2. verseny: Sébastien Loeb   | Citroën | Burírám  | Összefoglaló |